# ミズーリ州会議事堂

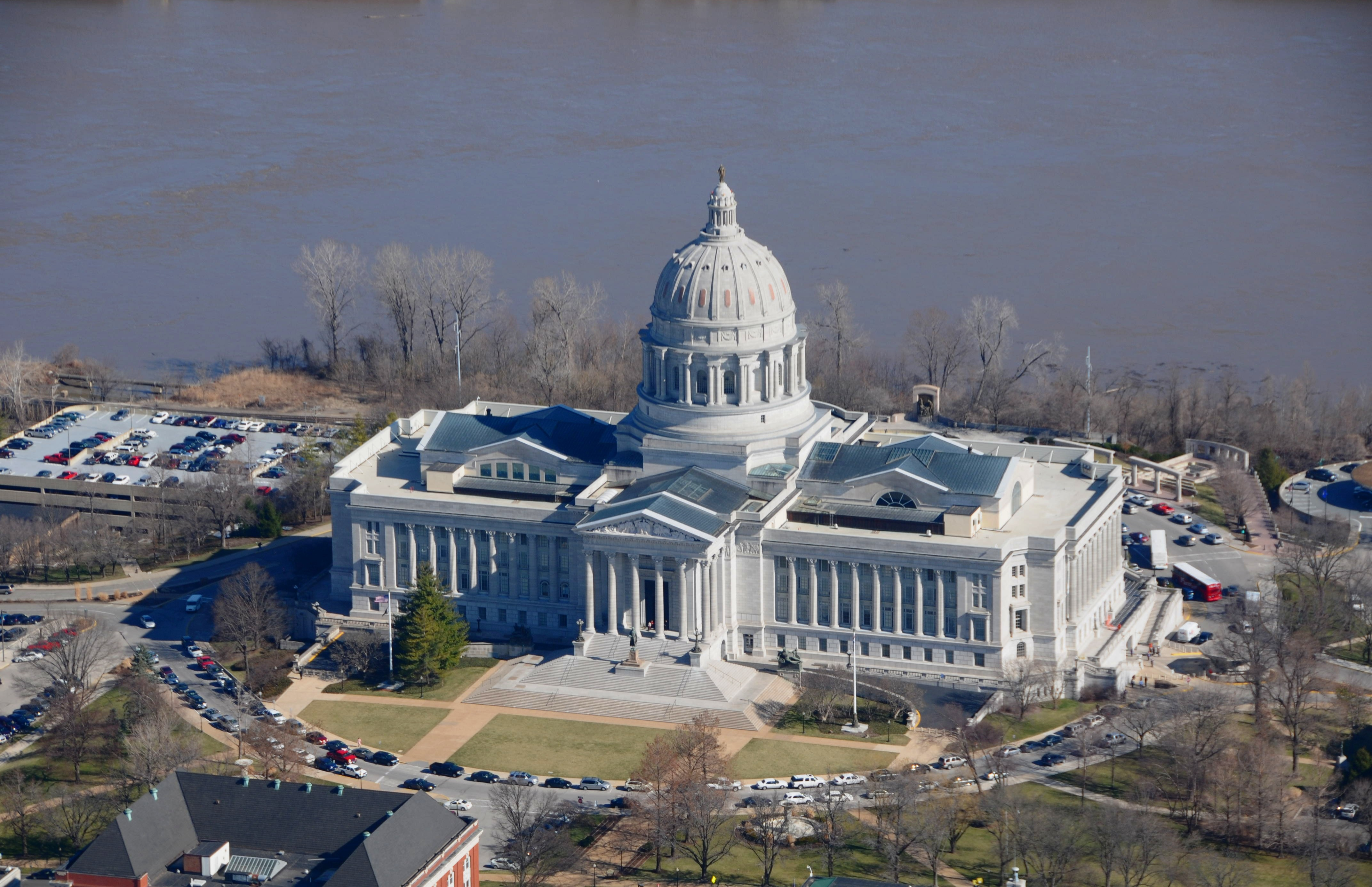
ミズーリ川を背にして建つミズーリ州会議事堂

ミズーリ州会議事堂（ミズーリしゅうかいぎじどう、Missouri State Capitol）は、アメリカ合衆国ミズーリ州の州都ジェファーソンシティに立地する同州議会の議事堂。ミズーリ州議会の上下両院の議場のほか、州知事室、州副知事室、州務長官室、州出納役室、州監査役室、その他行政各局の事務所が置かれている。現在建っている庁舎は1917年に建てられたもので、ジェファーソンシティでは3代目、ミズーリ州史上では6代目のものにあたる。ミズーリ州会議事堂の庁舎および敷地は単体で1969年に、また議事堂を含む地区全体はミズーリ州会議事堂歴史地区として1976年に、それぞれ国家歴史登録財に指定された。

## 建築、絵画、および塑像

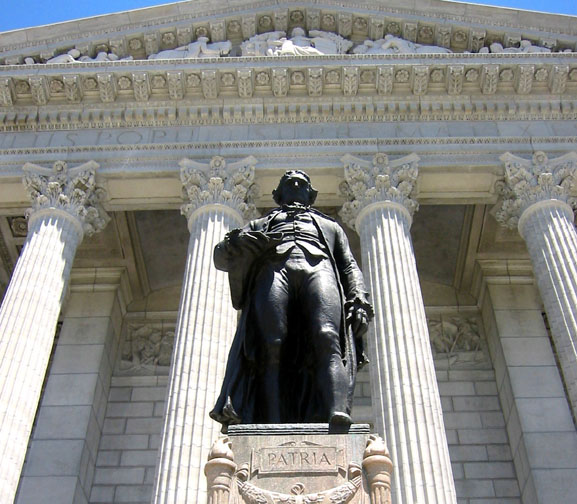
正面玄関前に立つトーマス・ジェファーソンの像

ミズーリ州会議事堂は地元ミズーリ州南西部、カーセージ産の密度の高い大理石を用いて造られている。庁舎は左右対称に造られており、上下両院に（内装は大きく異なるものの）等しい象徴的重みを与えている。建築様式は古代ギリシア・ローマの寺院からワシントンD.C.の連邦議会議事堂に至るまで歴史上の様々な建築物を参考にしているが、コリント式の柱頭に見られるアカンサスを地元の植物に置き換えるなど、この議事堂独特のアレンジも見られる。庁舎は5階建てで、東西437フィート（133.2m）、南北は中央部で300フィート（91.4m）、両ウィングで200フィート（61.0m）である。高さは中央のドームの上までが238フィート（72.5m）、両ウィングが88フィート（26.8m）である。庁舎内のオフィススペースは500,000平方フィート（46,500m2）にのぼる。
庁舎南側、正面のポルチコには高さ48フィート（14.6m）の柱が8本立つ。正面玄関の銅製の扉はそれぞれ13x18フィート（4.0x5.5m）で、ローマ時代以来最大のものである。一方、庁舎北側には高さ40フィート（12.2m）の柱が6本建っている。また、フリーズにはミズーリ州の歴史を表す装飾が施されている。ドームの上にはローマ神話における豊穣の女神ケレースの銅像が立っている。

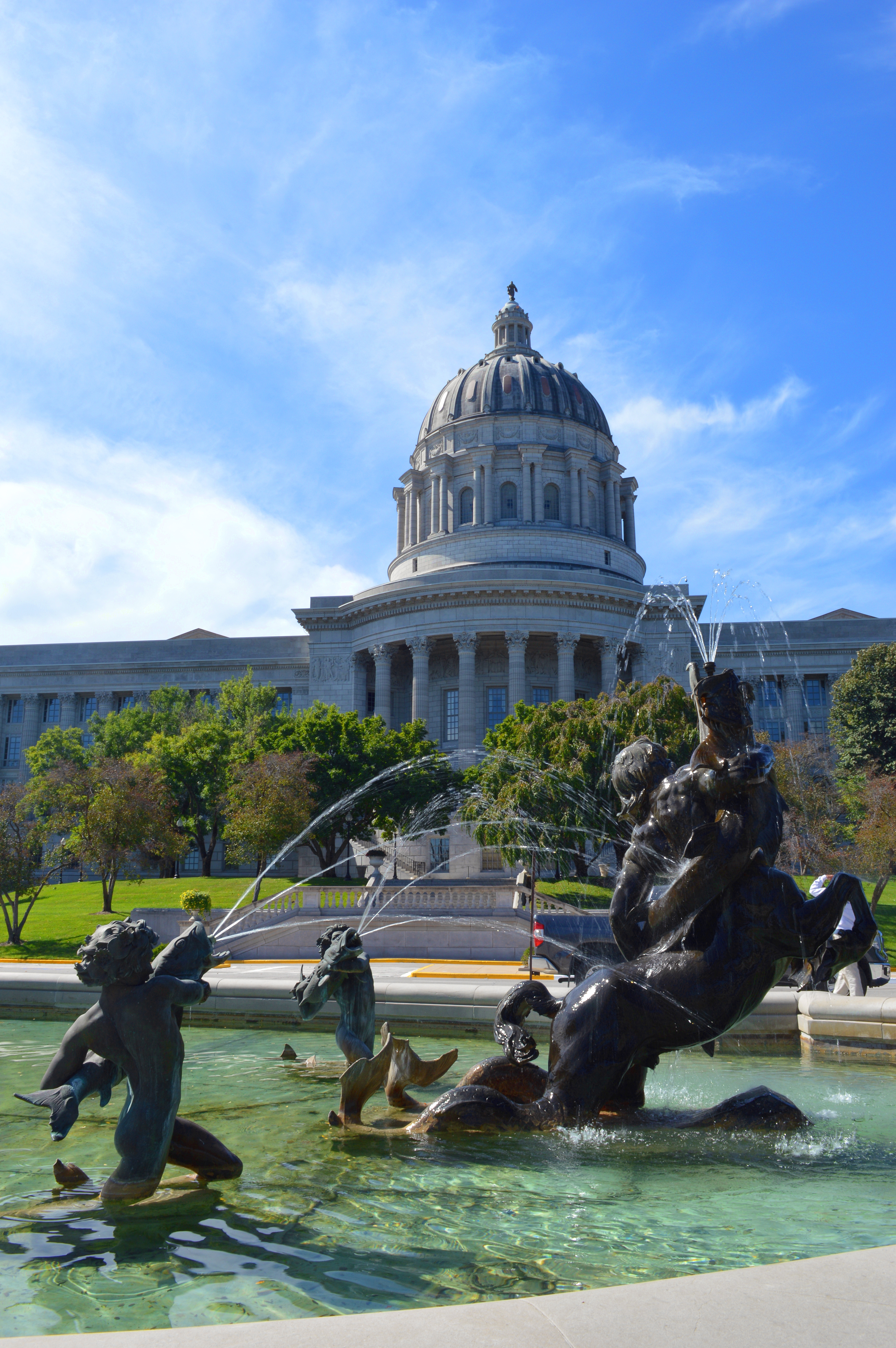
敷地内の「ケンタウロスの噴水」

庁舎の1階はミズーリ州立博物館になっており、ミズーリ州の自然史および文化史に関する事物が展示されている。庁舎の内部には、下院ラウンジの壁画をはじめとする絵画が飾られ、ペディメントやフリーズなどへの装飾がなされている。大階段の側にはメリウェザー・ルイスおよびウィリアム・クラークの銅像が立っている。また、3階のロタンダには「著名なミズーリ人の殿堂」があり、ミズーリ州史上功績のあった州出身者の胸像が並んでいる。
議事堂の敷地内にも数々の像が立てられている。アレゴリーとなっている銅像はミズーリ州を流れる歴史的に重要な2本の大河、ミシシッピ川とミズーリ川を表している。正面玄関前には高さ13フィート（4.0m）のトーマス・ジェファーソン像が立つ。庁舎北側の敷地内には、ルイジアナ買収の調印を表した銅製の浮き彫りや、「ケンタウロスの噴水」がある。

## 歴史

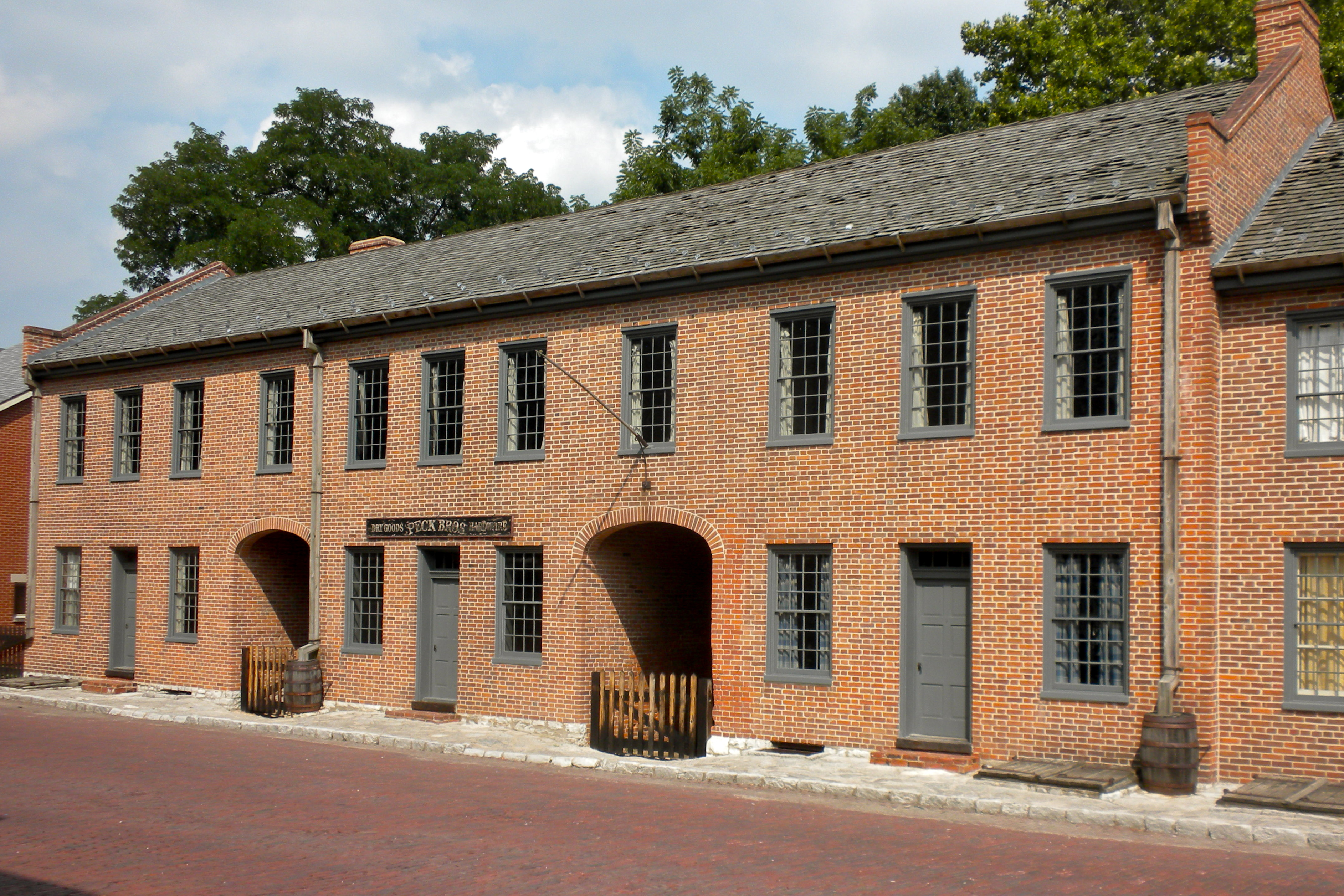
セントチャールズにある旧ミズーリ州会議事堂

現在建っている庁舎は1917年に建てられ、その翌年に入居されたもので、ジェファーソンシティでは3代目、ミズーリ州史上では6代目のものにあたる。
最初のミズーリ州会議事堂はセントルイス市内の豪邸の中に置かれた。1821年、臨時の州都がセントチャールズに置かれると、議事堂は同市内のホテルに移された。セントチャールズには1826年まで州都が置かれた。
やがて、州会議事堂が州の中央部、オーセージ川との合流点から40マイル（64km）以内のミズーリ川沿いに置くことが決まった。立地調査団が様々な場所に送られた結果、州憲法に記された条件を満たす場所のうち、現在のジェファーソンシティのこの場所が、ミズーリ川の眺めが最も良い場所であるという理由で、議事堂の建設地に決まった。

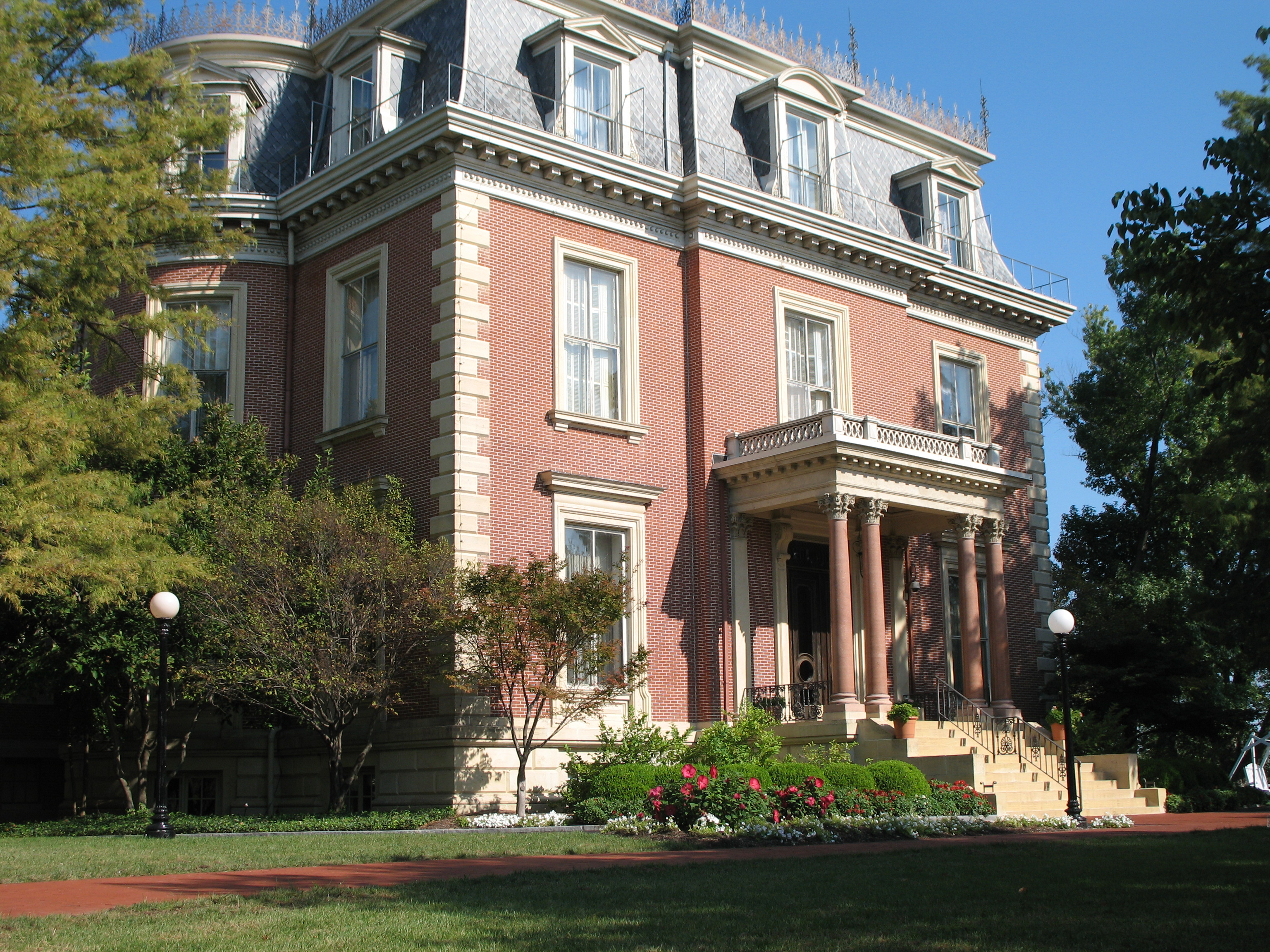
ミズーリ州知事官邸

ジェファーソンシティで最初、ミズーリ州史上では4代目の庁舎はレンガ造で2階建て、およそ40x60フィート（12.2x18.3m）の大きさであった。完成には2年を要し、18,500ドルの費用が投じられた。この建物は「ミズーリ州知事官邸・州会議事堂」と呼ばれた。この建物は1837年に焼失し、現在はその跡地に州知事官邸が建っている。この庁舎はスティーブン・ヒルズが設計したもので、同じくヒルズが設計したペンシルベニア州ハリスバーグのペンシルベニア州会議事堂初代庁舎をモデルとした。また、ヒルズはミズーリ大学コロンビア校のアカデミック・ホールも設計した。この建物は1892年に焼失したが、6本のイオニア式の柱だけは焼けずに残り、現在では同校キャンパスのシンボルとなっている。

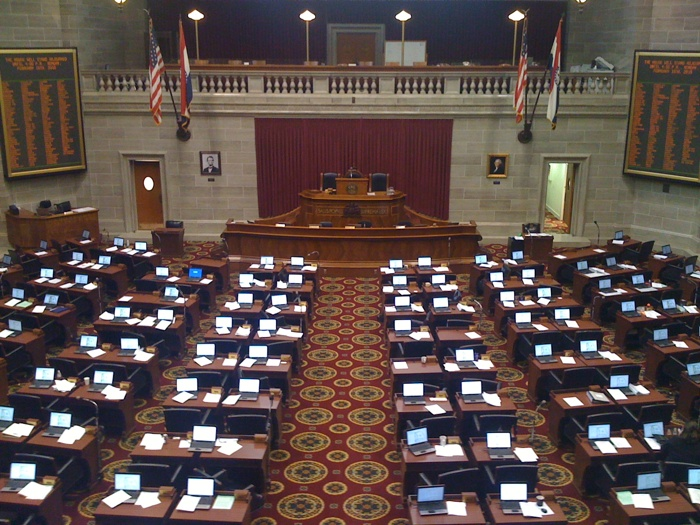
ミズーリ州議会下院本会議場

5代目の庁舎は現在の庁舎と同じ位置に、1840年に完成し、建設にはおよそ350,000ドルが投じられた。この庁舎は1911年2月5日に、落雷により焼失したが、その時点で、約50,000平方フィート（4,645m2）の庁舎は既に手狭になっていた。当時の上院議員ウィリアム・ワーナーは、「どのみちこの建物は、この偉大な州の要求を満たすには不十分だったので、この建物が壊された事実に対して流す涙などない」と述べた。
こうして6代目となる現在の庁舎が建設されることになり、その設計は公募で決められることになった。69社の設計事務所からの応募があり、一次選考で11社に絞られた後、最終的にはニューヨークのトレーシー・アンド・スワースアウト社が選ばれた。当初、庁舎の建設予算として3,000,000ドル、土地および内装に追加で500,000ドルが計上され、承認されたが、州政府側の見積違いもあって、最終的には4,215,000ドルが集まり、その全額が投じられた。そのことが理由の1つとなって、庁舎や敷地は多数の彫刻や芸術作品で装飾されることになった。